# Sarmacja Będzin
Sarmacja Będzin – polski klub piłkarski z Będzina, występujący w rozgrywkach klasy okręgowej, gr. śląskiej IV.

## Historia

### 1917–1945: Początki piłki w Będzinie
W czasie I wojny światowej młodzież sportowa Będzina i okolicy zaczęła jednoczyć się w drużyny środowiskowe, w efekcie czego powstało w 1917 r. Towarzystwo Sportowe (TS) Sarmacja Będzin.  Animatorami oraz członkami założycielami TS Sarmacja Będzin byli m.in.: Władysław Binkiewicz, późniejszy wieloletni prezes klubu, Stanisław Bałdys, skarbnik tego klubu oraz Józef Chełmiński.
W 1926 r. piłkarze wystąpili w po raz pierwszy rozgrywanym Pucharze Polski oraz zdobyli awans do A Klasy. Będzińscy Sarmaci nie mieli w tym czasie własnego boiska sportowego. Mecze rozgrywali na boisku żydowskiego klubu sportowego „Hakoah”. Dopiero w 1933 r. Sarmacja zyskała teren na budowę własnego boiska przy Czarnej Przemszy, na osiedlu Małobądz.

### 1945–1960: Powojenna odbudowa klubu

Afisz meczu Victoria Częstochowa – Sarmacja Będzin 18.08.1946 r.

Zaraz po wyzwoleniu w 1945 r. grono przedwojennych działaczy i zawodników z prezesem Władysławem Binkiewiczem na czele przystąpiło do reaktywowania życia sportowego w Sarmacji. Dzięki zapobiegliwości takich działaczy jak Stanisław Bałdys, który z narażeniem życia zachował sprzęt sportowy klubu, możliwy stał się już w pierwszym roku udział drużyny w rozgrywkach piłkarskich, nawiązując zaciętą walkę o A klasę z zagłębiowskimi drużynami.
Skład drużyny z 1945 r.: Wojtasik, Leśniak, Orzechowski, Z. Flak, T. Flak, Jawor, Prokop, Michalik, Kucharski, Jelonkiewicz, Wyskiel, Ścibich
W 1947 r. dzięki oddanym klubowi ludziom i stale wzrastającej liczbie wiernych sympatyków, piłkarze zdobyli mistrzostwo zagłębiowskiej A klasy. W walce o awans do właśnie reaktywowanej ekstraklasy Sarmacja odpadła po meczu z Ruchem Chorzów. Rok później utworzono rozgrywki drugiej ligi, lecz tym razem na drodze do gry na tym poziomie stanął "sarmatom" zespół RKS Dąbrowa Górnicza.
W 1947 roku klub rozszerzył się o nową sekcję, bo powstała sekcja motorowa, a inauguracja rajdów nastąpiła 4 maja. Sekcja ta organizowała także wyjazdy na mecze piłkarskie klubu.
Po serii bezskutecznej walki o wejście do ligi państwowej w klubie nastąpił kryzys. Aby przerwać pasmo niepowodzeń sportowych i organizacyjnych doszło do fuzji z klubem RKS Będzin. W czerwcu 1949 r. gdy uchwalano nowy statut zmieniła się także nazwa klubu na Stal Będzin. Fuzja mimo wielu oponentów uzdrowiła zespół, lecz mimo ambitnej postawy drużyna spadła do niższej klasy rozgrywkowej, powracając w szeregi A klasy dopiero 1954 r.
Od 8 maja 1955 r. na mocy zarządzenia przewodniczącego GKKF o możliwości powrotu do tradycyjnych nazw, klub powrócił starej nazwy Sarmacja.
W 1957 r. w wyniku reorganizacji Zagłębiowskiego Okręgowego Związki Piłki Nożnej klub awansował do ligi okręgowej, z której szybko spadł aż do B klasy w 1960 r.

### 1961–1965: Próba likwidacji klubu
Wczesną wiosną 1961 r. na forum Powiatowego Komitetu Kultury Fizycznej w Będzinie rozpoczęto rozmowy o likwidacji Sarmacji, argumentem do podjęcia takiej decyzji był kapitalistyczny rodowód klubu. Decyzja ta odbiła się szerokim echem w świecie sportowym. Przeciw niej wystąpił Okręgowy Związek Piłki Nożnej oraz sympatycy, którzy 23 marca wystosowali petycję do władz miasta, kategorycznie sprzeciwiając się rozwiązaniu klubu. Mimo to w lipcu Miejski Komitet Kultury Fizycznej i Turystyki podjął decyzję o likwidacji zespołu. Jednak po odwołaniu popartym przez Józefa Górskiego (dyr. Miejskiego Przedsiębiorstwa Robót Budowlanych) i OZPN w Katowicach, Wojewódzka Rada Narodowa w Katowicach uchyliła decyzję MKKFiT. Klub znalazł swoją siedzibę najpierw u Władysława Wacławczyka, a następnie Franciszka Gdesza. Przez cały czas grali na boisku przy ul. Małobądzkiej w rozgrywkach A lub B klasy.
W 1964 r. założono dodatkową sekcję koszykówki. Pierwszy mecz, który odbył się w SP nr 10 rozegrany został 19 grudnia 1965 roku.

### 1965–1973: "Husar" Będzin i półwiecze klubu

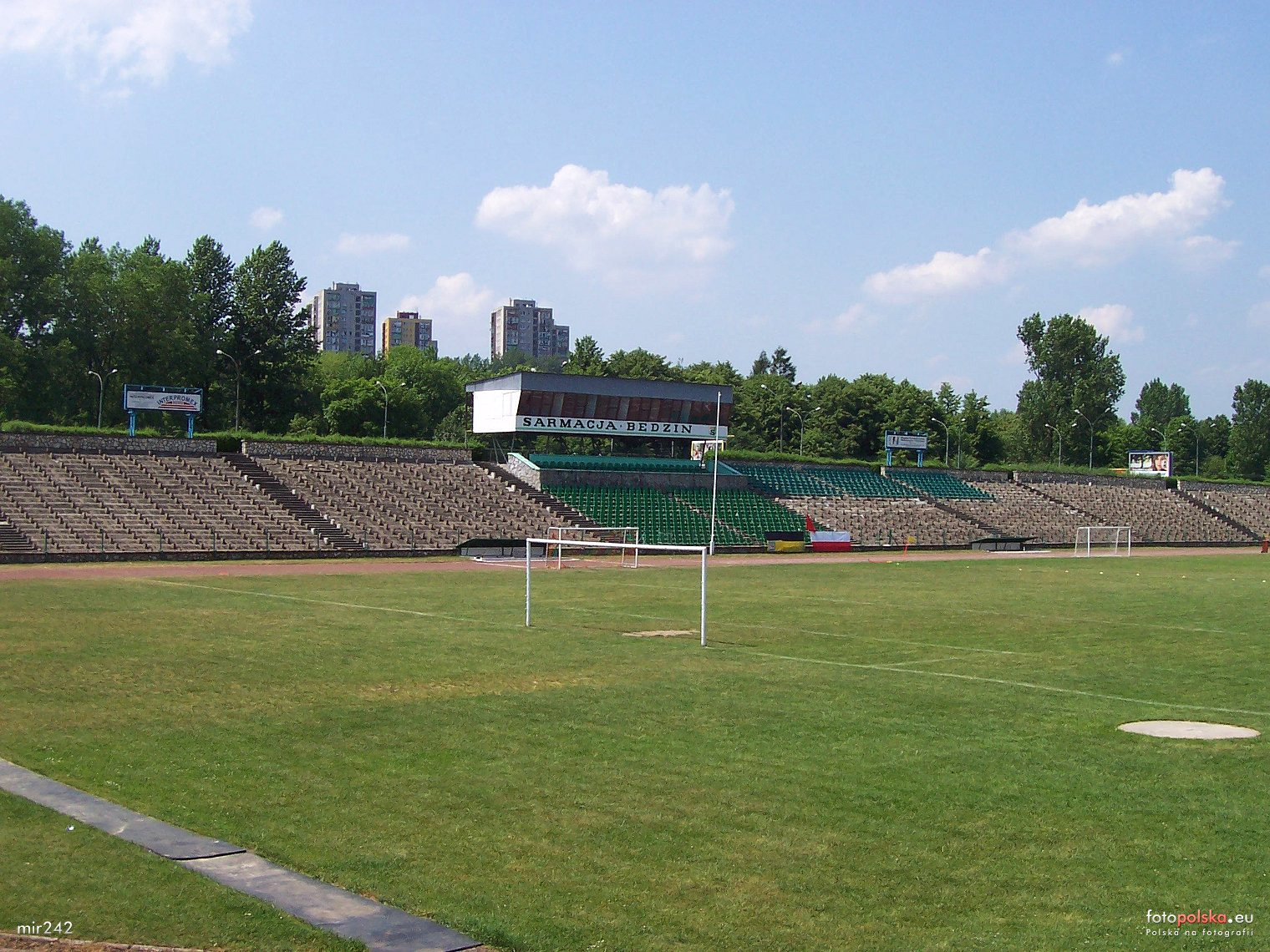
Stadion OSiR w Będzinie

4 września 1966 r. doszło do połączenia Sarmacji i Hutniczego Klubu Sportowego (HKS) "Stal" Będzin (założony w 1946 r., grający wcześniej pod nazwą Huta Będzin). Powołanie nowego klubu wiązało się ze zmianą nazwy na Będziński Klub Sportowy (BKS), a następnie BKS "Husar". Nazwa ta była połączeniem słów "huta" i "Sarmacja".
Skład Sarmacji z 1966 r.: Zając Wiesław, Czajer Wiesław, Kozak Stanisław, Majzel Jerzy, Ptak Wiesław, Chyla Jan, Wacławik Tadeusz, Podgórski Zenon, Gałda Jerzy, Zberecki Jerzy, Bednarek Edward, Gola Tadeusz, Czyż Jerzy, Paul Leszek, Banasiewicz Zdzisław, Bałdys Mirosław, Warzecha Jerzy, Ścibich Jerzy, Warmuz Eugeniusz.
22 lipca 1967 roku z okazji otwarcia stadionu miejskiego, który mógł pomieścić 20 tys. widzów oraz 50-lecia klubu rozegrano pokazowy mecz Polonii Bytom a Werderem Brema w ramach Pucharu Lata wygrany przez polski zespół 2:1.
W 1968 r. z inicjatywy Józefa Rygielskiego, klub wzbogacił się o kolejną sekcję – piłki ręcznej. Jej współtwórcą i pierwszym trenerem był Maciej Brzozowski. Tradycje piłki ręcznej przetrwały do 1992 r. Na przełomie lat 60. i 70. działały także sekcje: piłki siatkowej, tenisa stołowego i lekkiej atletyki.
W 1973 r. pod wodzą trenera Tadeusza Maślaka piłkarze Husara wywalczyli awans do III Ligi (wówczas pod nazwą Ligi Okręgowej) .

### 1973–1978: Największe sukcesy
Na walnym zgromadzeniu klubu w 1974 r. podjęto decyzję o powrocie do historycznej nazwy klubu "Sarmacja", pełna nazwa brzmiała:
Międzyzakładowy Będziński Klub Sportowy (MBKS) "Sarmacja". Decyzją podjęcia takiej decyzji była chęć udziału będzińskich zakładów we współorganizacji klubu. Prezesem wybrany został Krzysztof Szuliński.
W sezonie 1974/75 pod wodzą trenera Edmunda Mikołajczaka drużyna Sarmacji awansowała do klasy międzywojewódzkiej (odpowiednik III ligi). Zdecydował o tym mecz barażowy ze Zgodą Bielszowice, wygrany 1:0 po bramce strzelonej przez Edwarda Durbacza.
Zwycięski skład: Kijak, Wacławik, Laszczok, Mendocha, Kruk, Gregorcewicz, Błakiewicz, Trefon, Piela, Wartolec, Durbacz, Krasiński, Segieta, Liszka, Kredycki, Zarychta, Komoniewski, Krawczyk, Wąchalski.
16 marca 1975 r. Sarmacja wywalczyła Puchar Polski w podokręgu Sosnowiec pokonując Zagłębiankę Dąbrowa Górnicza w finale 5-1.
W sezonie 1975/76 na skutek reorganizacji, zmniejszającej liczbę awansów do trzeciej ligi, pomimo zajęcia 5. miejsca, MBKS nie zakwalifikował się do rozgrywek. Osiągnęła to później drużyna grająca pod wodzą Alojzego Łyski.
Obchodzone 2 października 1977 r. 60. urodziny Sarmacji uświetniono przekazaniem na prezesa Zbigniewa Nazarka sztandaru ufundowanego przez społeczeństwo Będzina.

### 1979–1998: Zawirowania ustrojowe
Kolejny jubileusz 70-lecia nazwany "smutnym" obchodzono z mieszanymi uczuciami, ponieważ wprowadzenie gospodarki wolnorynkowej spowodowało rezygnację z wspomagania finansowego i utrzymania obiektów klubu przez dotychczasowych sponsorów (Elektrociepłownia Będzin, Elektrownia Łagisza, Będziński Zakład Elektroenergetyczny). Jedynie Huta Będzin kierowana przez długoletniego członka zarządu klubu nie zrezygnowała z wspierania Sarmacji. Natomiast sportowo Sarmacja ponownie sięgnęła po Puchar Polski w podokręgu Sosnowiec wygrywając z lokalnym rywalem Górnik Sosnowiec  5-4 (1-4, 4-4).
Skład z meczu finałowego: Eugeniusz Kuśmierz, Mirosław Szymanowski, Ryszard Matyja, Tomasz Kot, Sławomir Wójcik, Ryszard Kostoń, Grzegorz Ciszowski (Jacek Ziółkowski), Wilhelm Michta, Tomasz Kraczyński, Robert Kręciwilk, Tomasz Harążka. We wcześniejszych spotkaniach pucharowych grali również: Andrzej Sobala, Marek Kowalski, Marek Czerski, Marek Leszczyński, Jacek Knap, trenerem zespołu był Kazimierz Krosta.
1992 rok był kolejnym rokiem walki o przetrwanie klubu, ale los nie był obojętny dla nowo wybranych w demokratycznych wyborach rady miasta, w skład której weszli członkowie zarządu Sarmacji. Zadaniem zarządu było przede wszystkim oddłużenie klubu, w tym celu ustalono, że klub będzie istniała w warunkach amatorskich, dlatego pozostawiono jedną drużynę w lidze okręgowej, a szkolenie młodzieży powierzono Międzyszkolnemu Ośrodkowi Sportu. Zmiany korzystnie wpłynęły na dalszy rozwój będzińskiej piłki nożnej, powodując zwiększenie liczby młodych ludzi zainteresowanych piłką nożną.
7 września 1998 roku odbyły się obchody 80-lecia klubu, których punktem kulminacyjnym uroczystości był mecz oldbojów Sarmacji Będzin i Zagłębia Sosnowiec.

### 1998–nadal: Aktualna sytuacja
Do roku 2004 drużyna BKS Sarmacja grała w lidze okręgowej. W sezonie 2003/04 spełniły się ambitne plany działaczy i zawodników – zespół awansował do IV ligi pokonując w ostatniej kolejce lidera Górnik Jaworzno 2:0. Drużynę prowadził trener i jednocześnie bramkarz Robert Stanek. Od sezonu 2004/2005 Sarmacja gra w IV lidze walcząc o awans do wyższej klasy rozgrywkowej.
Po awansie zespół zdołał jeszcze 5-krotnie zdobyć Puchar Polski sosnowieckiego podokręgu. W sezonie 2005/06 (2:1 z Niwką Sosnowiec), 2006/07 (2:0 z Victorią Jaworzno), 2008/09 (7:0 z Przemszą Siewierz), 2011/2012 (2:1 z Górnik Piaski), 2012/2013 (5:0 z Szczakowianką Jaworzno), 2013/2014 (3:1 z RKS Grodziec).
24.06.2017 roku z okazji jubileuszu „100 lecia” powstania klubu podczas uroczystej akademii prezydent Będzina Łukasz Komoniewski przekazał klubowi nowy sztandar.
Pamiątkowymi medalami odznaczeni zostali byli działacze oraz piłkarze klubu. Niestety klub borykający się z problemami finansowymi, w sezonie 2020/2021 zaliczył spadek do ligi okręgowej.

### Sezon po sezonie
Wyniki z sezonów Sarmacji Będzin od 1917
Cyframi rzymskimi oznaczono poziom rozgrywkowy (od 1928).

- 1917: klasa B
- 1918: klasa B
- 1919: klasa B
- 1920: klasa B
- 1921: klasa B
- 1922: klasa B
- 1923: klasa B
- 1924: klasa B
- 1925: klasa C
- 1926: klasa C
- 1927: klasa A
- 1928: III → zagłębiowska klasa A
- 1929: III → zagłębiowska klasa A
- 1930: III → zagłębiowska klasa A
- 1931: III → zagłębiowska klasa A
- 1932: III → zagłębiowska klasa A  – 5. miejsce
- 1932/1933: III → zagłębiowska klasa A
- 1933/1934: III → zagłębiowska klasa A
- 1934/1935: III → zagłębiowska klasa A
- 1935/1936: III → zagłębiowska klasa A
- 1936/1937: III → zagłębiowska klasa A
- 1937/1938: III → zagłębiowska klasa A
- 1938/1939: III → zagłębiowska klasa A
- 1939/1940: III → zagłębiowska klasa A – przerwany z powodu wybuchu II wojny światowej

1939–1945: drużyna rozwiązana
- 1945/1946: III → zagłębiowska klasa B (awans)
- 1946/1947: II → zagłębiowska klasa A – 1. miejsce (bez awansu do ekstraklasy, porażka w barażu)
- 1947/1948: III → zagłębiowska klasa A – 1. miejsce (reorganizacja rozgrywek, bez awansu, porażka w barażu)
- 1948/1949: III → zagłębiowska klasa A

fuzja z RKS Będzin i zmiana nazwy na Stal Będzin
- 1949/1950: IV → zagłębiowska klasa A (spadek)
- 1950/1951: V → zagłębiowska klasa B
- 1952: V → zagłębiowska klasa B
- 1953: V → zagłębiowska klasa B (awans)
- 1954: IV → zagłębiowska klasa A
- 1955: IV → zagłębiowska klasa A

powrót do pierwotnej nazwy na Sarmacja Będzin
- 1956: IV → zagłębiowska klasa A
- 1957: IV → Liga Okręgowa – (reorganizacja rozgrywek)
- 1958: V → sosnowiecka klasa A
- 1959: V → sosnowiecka klasa A (awans)
- 1960: VI → sosnowiecka klasa B
- 1960/1961: VI → sosnowiecka klasa B
- 1961/1962: VI → sosnowiecka klasa B
- 1962/1963: VI → sosnowiecka klasa B
- 1963/1964: VI → sosnowiecka klasa B
- 1964/1965: VI → sosnowiecka klasa B
- 1965/1966: VI → sosnowiecka klasa B

fuzja ze Stalą Będzin i zmiana nazwy na Husar Będzin
- 1966/1967: VI → sosnowiecka klasa B (awans)
- 1967/1968: V → sosnowiecka klasa A
- 1968/1969: V → sosnowiecka klasa A
- 1969/1970: V → sosnowiecka klasa A
- 1970/1971: V → sosnowiecka klasa A
- 1971/1972: V → sosnowiecka klasa A
- 1972/1973: V → sosnowiecka klasa A (awans)
- 1973/1974: IV → katowicka liga okręgowa (awans)

powrót do pierwotnej nazwy na Sarmacja Będzin
- 1974/1975: III → Klasa Wojewódzka (spadek); Puchar Polski na szczeblu okr.
- 1975/1976: IV → katowicka liga okręgowa (awans)
- 1976/1977: III → Klasa Wojewódzka; Puchar Polski na szczeblu okr.
- 1977/1978: III → Klasa Wojewódzka
- 1978/1979: III → Klasa Wojewódzka
- 1979/1980: III → Klasa Wojewódzka
- 1980/1981: III → Klasa Wojewódzka (spadek)
- 1981/1982: IV → katowicka liga okręgowa (spadek)
- 1982/1983: V → sosnowiecka klasa A
- 1983/1984: V → sosnowiecka klasa A
- 1984/1985: V → sosnowiecka klasa A (awans)
- 1985/1986: IV → katowicka liga okręgowa
- 1986/1987: IV → katowicka liga okręgowa (spadek)
- 1987/1988: V → sosnowiecka klasa A
- 1988/1989: V → sosnowiecka klasa A (awans)
- 1989/1990: V → katowicka klasa okręgowa (reorganizacja rozgrywek)
- 1990/1991: V → katowicka klasa okręgowa
- 1991/1992: V → katowicka klasa okręgowa
- 1992/1993: V → katowicka klasa okręgowa
- 1993/1994: V → katowicka klasa okręgowa
- 1994/1995: V → katowicka klasa okręgowa
- 1995/1996: V → katowicka klasa okręgowa
- 1996/1997: V → katowicka klasa okręgowa
- 1997/1998: V → katowicka klasa okręgowa
- 1998/1999: V → katowicka klasa okręgowa (grupa II) – 5. miejsce
- 1999/2000: V → katowicka klasa okręgowa (grupa II) – 3. miejsce
- 2000/2001: V → katowicka klasa okręgowa (grupa II) – 4. miejsce
- 2001/2002: V → katowicka klasa okręgowa (grupa II) – 2. miejsce
- 2002/2003: V → katowicka klasa okręgowa (grupa II) – 4. miejsce
- 2003/2004: V → katowicka klasa okręgowa (grupa II) – 1. miejsce (awans)
- 2004/2005: IV → 4. liga śląska I – 4. miejsce
- 2005/2006: IV → 4. liga śląska I – 5. miejsce; Puchar Polski na szczeblu okr.
- 2006/2007: IV → 4. liga śląska I – 11. miejsce; Puchar Polski na szczeblu okr.
- 2007/2008: IV → 4. liga śląska I – 10. miejsce

reorganizacja
- 2008/2009: V → 4. liga śląska I – 5. miejsce; Puchar Polski na szczeblu okr.
- 2009/2010: V → 4. liga śląska I – 2. miejsce
- 2010/2011: V → 4. liga śląska I – 4. miejsce
- 2011/2012: V → 4. liga śląska I – 7. miejsce; Puchar Polski na szczeblu okr.
- 2012/2013: V → 4. liga śląska I – 5. miejsce; Puchar Polski na szczeblu okr.
- 2013/2014: V → 4. liga śląska I – 3. miejsce; Puchar Polski na szczeblu okr.
- 2014/2015: V → 4. liga śląska I – 3. miejsce;
- 2015/2016: V → 4. liga śląska I – 3. miejsce;
- 2016/2017: V → 4. liga śląska I – 4. miejsce;
- 2017/2018: V → 4. liga śląska I – 8. miejsce;
- 2018/2019: V → 4. liga śląska I – 12. miejsce;
- 2019/2020: V → 4. liga śląska I – 10. miejsce;
- 2020/2021: V → 4. liga śląska I – 14. miejsce (spadek)
- 2021/2022: VI → Klasa okręgowa, grupa: śląska IV - 7. miejsce
- 2022/2023: VI → Klasa okręgowa, grupa: śląska IV - 7. miejsce
- 2023/2024: VI → Klasa okręgowa, grupa: śląska IV - 9. miejsce

reorganizacja
- 2024/2025: VII → Klasa okręgowa, grupa: śląska IV - 7. miejsce

## Kadra zespołu
| Nr | Poz. | Piłkarz                |
| -- | ---- | ---------------------- |
|    | BR   | Norbert Żuchowski      |
|    | BR   | Hubert Kozłowski       |
|    | OB   | Daniel Majka (kapitan) |
|    | OB   | Wojciech Bała          |
|    | OB   | Michał Dul             |
|    | OB   | Tomasz Maj             |
|    | OB   | Łukasz Ignalski        |
|    | OB   | Konrad Ceś             |
|    | PO   | Karol Góral            |
|    | PO   | Fiip Wrzal-Kosowski    |
|    | PO   | Kacper Ząbek           |
|    | PO   | Bartosz Wierzba        |
|    | PO   | Marek Gładkowski       |
|    | PO   | Klaudiusz Kułaga       |
|    | NA   | Marek Kocot            |
|    | NA   | Dawid Kukuryk          |
|    | NA   | Kamil Zimoląg          |

Trener: Janusz Iłczyk